# Outlaw Run
Outlaw Run in Silver Dollar City (Branson, Missouri, USA) ist eine Holzachterbahn des Herstellers Rocky Mountain Construction, die am 15. März 2013 eröffnet wurde. Zum Zeitpunkt ihrer Eröffnung ist sie mit einem Gefälle von 81° die steilste Holzachterbahn der Welt. Ausgestattet mit einer doppelten Heartline-Roll ist sie nach Son of Beast die zweite moderne Holzachterbahn mit Inversionen, die erste Holzachterbahn mit Inversionen in dieser Konstruktionsart und auch die erste Holzachterbahn mit Heartline-Rolls.

## Züge
Outlaw Run besitzt zwei Züge mit jeweils sechs Wagen. In jedem Wagen können vier Personen (zwei Reihen) Platz nehmen. Die Fahrgäste müssen mindestens 1,22 m groß sein, um mitfahren zu dürfen.